# Android 16
Android 16 este a 16-a versiune majoră a Android. Prima previzualizare pentru dezvoltatori a fost lansată pe 19 noiembrie 2024. Google a lansat această versiune pe 10 iunie 2025.

## Istoric
Android 16 are numele de cod intern „Baklava”. Această alegere de denumire marchează o abatere de la ordinea alfabetică tradițională a numelor de cod cu tema desertului, care a fost un semn distinctiv al versiunilor anterioare Android. Schimbarea la „Baklava” reflectă schimbările recente ale Google în abordarea sa de dezvoltare, în special „Trunk Stable Project”, care a simplificat procesele de compilare și convențiile de denumire începând cu Android 14.
Prima previzualizare pentru dezvoltatori (cunoscută și ca DP1) pentru Android 16 a fost lansată pe 19 noiembrie 2024. O a doua previzualizare pentru dezvoltatori a fost lansată pe 18 decembrie 2024.

## Caracteristici
Notele oficiale de lansare a versiunii Developer previews afirmă că următoarele caracteristici vor fi introduse în Android 16:

### Selector de fotografii încorporat
Selectorul de fotografii Android a fost îmbunătățit semnificativ pentru a include suport pentru serviciile media bazate pe cloud, cum ar fi Google Foto. Utilizatorii pot selecta fără probleme fotografiile stocate în conturile lor cloud, eliminând necesitatea de a comuta între aplicații. În plus, selectorul integrează albumele din cloud alături de conținutul local, oferind o experiență unificată și raționalizată. După cum sugerează codul sursă al Android 16, selectorul încorporat poate răspunde acum la modificările de configurare, cum ar fi orientarea ecranului sau schimbarea temei, poate ascunde meniul overflow și funcțiile de previzualizare, selectorul include acum bara de selecție și bara de snack și poate fi extins sau micșorat. În plus, selectorul include acum funcționalitatea de căutare, permițând utilizatorilor să caute fotografii și videoclipuri specifice în spațiul lor de stocare local și în cloud.

### Înregistrări de sănătate
Android 16 introduce funcționalități îmbunătățite în Health Connect, permițând aplicațiilor să acceseze și să gestioneze date medicale printr-un nou set de API-uri. Previzualizarea inițială pentru dezvoltatori include suport pentru scrierea fișelor medicale în formatul FHIR (Fast Healthcare Interoperability Resources), o metodă standardizată pentru gestionarea sistemelor informatice medicale. Această caracteristică se concentrează în prezent pe înregistrările de imunizare, cu planuri de extindere a suportului pentru rezultatele de laborator, medicamente și altele. Aplicațiile pot utiliza permisiuni precum android.permission.health.READ_MEDICAL_DATA_IMMUNIZATION și android.permission.health.WRITE_MEDICAL_DATA pentru a interacționa cu aceste date, fiind necesar acordul explicit al utilizatorului.

### Privacy Sandbox pe Android
Privacy Sandbox pe Android 16 continuă efortul Google de a redefini publicitatea online cu o mai mare confidențialitate a utilizatorului. Funcția limitează mecanismele de urmărire prin utilizarea datelor anonimizate și a procesării locale pentru a oferi conținut personalizat fără a compromite confidențialitatea utilizatorului. Acest progres asigură conformitatea cu reglementările în evoluție privind datele, menținând în același timp un suport robust pentru ecosistemele de publicitate.
Cu toate acestea, entuziaștii au descoperit existența altor caracteristici în curs de dezvoltare care ar putea fi lansate în versiunile ulterioare ale previzualizării pentru dezvoltatori. Aceste caracteristici includ următoarele.

### Partajarea audio
Android 16 introduce o funcție inovatoare de partajare audio care utilizează tehnologia Bluetooth LE Audio's Auracast. Aceasta permite utilizatorilor să transmită audio către mai multe dispozitive Bluetooth simultan, cum ar fi căști sau difuzoare, fără procese complexe de împerechere. Aceasta este deosebit de utilă pentru partajarea audio în setări de grup, asigurându-se că toți participanții pot asculta pe dispozitivele lor individuale. Pentru a utiliza această caracteristică, atât dispozitivul sursă, cât și dispozitivele receptoare trebuie să suporte Bluetooth LE Audio.

### Limitarea notificărilor
Funcția de cooldown (limitare) a notificărilor din Android 16 urmărește să reducă distragerea atenției de la cantitatea rapidă de notificări. Atunci când mai multe notificări sunt primite într-o succesiune rapidă, această funcție reduce temporar sunetul notificărilor și minimizează alertele timp de până la două minute. Această ajustare nu afectează notificările prioritare, cum ar fi apelurile sau alarmele, permițând utilizatorilor să își mențină concentrarea în timp ce primesc în continuare actualizări critice. Funcția face parte din eforturile mai ample ale Android 16 de a îmbunătăți experiența utilizatorului prin gestionarea atentă a notificărilor.

## Dezvoltare
Prima previzualizare pentru dezvoltatori a Android 16 a fost lansată pe 19 noiembrie 2024. O a doua previzualizare pentru dezvoltatori a fost lansată pe 18 decembrie 2024, cu prima versiune beta planificată pentru lansare în ianuarie 2025. Versiunea finală stabilă a Android 16 este programată pentru lansare în al doilea trimestru al anului 2025.
Spre deosebire de versiunile anterioare, Android 16 va fi lansat mai devreme în cursul anului. În special, Android 16 va avea două versiuni separate SDK. Primul SDK va include modificări de comportament, împreună cu noi API-uri și caracteristici, în timp ce al doilea SDK se va concentra în principal pe introducerea de noi API-uri și caracteristici. Se preconizează că primul SDK va fi lansat în martie 2025, împreună cu cea de-a treia versiune beta a Android 16, în timp ce cel de-al doilea SDK va fi lansat în al patrulea trimestru al anului 2025. Google a declarat că această schimbare face parte din efortul lor continuu de a accelera inovarea în aplicații și dispozitive.
| Cronologie              | Construcție         | Tip |
| ----------------------- | ------------------- | --- |
| 19 noiembrie 2024       | Developer Preview 1 | Versiune de bază timpurie axată pe feedback-ul dezvoltatorilor, cu unele caracteristici noi, API-uri și modificări de comportament. |
| 18 decembrie 2024       | Developer Preview 2 | Actualizare incrementală cu caracteristici suplimentare, API-uri și modificări de comportament.                                     |
| ianuarie 2025           | Beta 1              | Versiune inițială de calitate beta, actualizare pentru utilizatorii timpurii care se înscriu în Android Beta.                       |
| Februarie 2025          | Beta 2              | Versiune incrementală de calitate Beta.                                                                                             |
| Stabilitatea platformei |                     | |
| Martie 2025             | Beta 3              | Prima etapă de stabilitate a platformei, inclusiv API-uri și comportamente finale. Se deschide și publicarea în Play.               |
| Aprilie / Mai 2025      | Beta 4              | Construcții aproape finale pentru testarea finală.                                                                                  |
| Iunie 2025              | Versiune finală     | Lansarea Android 16 pentru AOSP și ecosistem.                                                                                       |
| Sursa:                  |                     | |